# Vado al massimo
Vado al massimo – album Vasco Rossiego wydany w 1982. 
Utwór Vado al massimo zamieszczony na tej płycie zajął ostatnie miejsce w konkursie Festiwalu Piosenki Włoskiej w San Remo.

## Lista utworów
1. Sono ancora in coma
2. Cosa ti fai
3. Ogni volta
4. Vado al massimo
5. Credi davvero
6. Amore
7. Canzone
8. Splendida giornata
9. La noia